# Polyechinus agulhensis
Genre
Espèce
Polyechinus agulhensis est une espèce d’oursins de la famille des Echinidae, le seul du genre Polyechinus. Il se rencontre à grande profondeur au sud de la France].